# IC 5187
IC 5187 ist eine Spiralgalaxie vom Hubble-Typ Sc im Sternbild Tukan am Südsternhimmel, welche etwa 211 Millionen Lichtjahre von der Milchstraße entfernt ist.
Das Objekt wurde am 16. Juli 1904 von Royal Harwood Frost entdeckt.